# Dressleria allenii
Dressleria allenii är en orkidéart som beskrevs av H.G.Hills. Dressleria allenii ingår i släktet Dressleria och familjen orkidéer.
Artens utbredningsområde är Panamá. Inga underarter finns listade i Catalogue of Life.